# Dasydytes tongiorgii
Dasydytes tongiorgii is een buikharige uit de familie Dasydytidae. Het dier komt uit het geslacht Dasydytes. Dasydytes tongiorgii werd in 1982 voor het eerst wetenschappelijk beschreven door Balsamo. 